# Clarence Greene
Pour les articles homonymes, voir Greene.
Clarence Greene est un scénariste et un producteur de cinéma américain né le 10 août 1913 à New York (État de New York) et mort le 17 juin 1995 en Californie.

## Filmographie

### comme producteur
- 1944 : The Town Went Wild (en) de Ralph Murphy
- 1951 : Le Puits de Russell Rouse
- 1952 : L'Espion de Russell Rouse
- 1953 : La Scandaleuse (en) de Russell Rouse
- 1955 : New York confidentiel de Russell Rouse
- 1956 : La première balle tue de Russell Rouse
- 1958 : Trafiquants d'armes à Cuba (The Gun Runners) de Don Siegel
- 1959 : Caravane vers le soleil de Russell Rouse
- 1964 : La Maison de madame Adler de Russell Rouse
- 1966 : La Statue en or massif de Russell Rouse
- 1967 : Gros coup à Pampelune de Russell Rouse

### comme scénariste
- 1944 : The Town Went Wild (en) de Ralph Murphy
- 1950 : Mort à l'arrivée de Rudolph Maté
- 1950 : The Great Plane Robbery (en)d'Edward L. Cahn
- 1951 : Le Puits de Russell Rouse
- 1952 : L'Espion de Russell Rouse
- 1953 : La Scandaleuse (en) de Russell Rouse
- 1955 : New York confidentiel de Russell Rouse
- 1959 : Confidences sur l'oreiller de Michael Gordon
- 1964 : La Maison de madame Adler de Russell Rouse
- 1966 : La Statue en or massif de Russell Rouse
- 1969 : Color Me Dead (en) d'Eddie Davis
- 1988 : Mort à l'arrivée de Jankel Annabel et Rocky Morton

## Télévision

### comme producteur
- 1953 : General Electric Theater (1 épisode)
- 1959-1960 : Tightrope (37 épisodes)

### comme scénariste
- 1959-1960 : Tightrope (32 épisodes)

## Distinctions

### Récompenses
- Oscars du cinéma 1960 : Oscar du meilleur scénario original pour Confidences sur l'oreiller, conjointement avec Russell Rouse, Stanley Shapiro et Maurice Richlin

### Nominations
- Oscars du cinéma 1952 : nommé pour l'Oscar du meilleur scénario original (Le Puits)
- Golden Globes 1953 : nomimé pour le Golden Globe du meilleur scénario (L'Espion)